# Embaixada da Ucrânia na Itália
A Embaixada da Ucrânia em Itália é uma embaixada localizada em Roma, Itália. É a sede da principal missão diplomática da Ucrânia à República Italiana. Também acolhe missões diplomáticas da Ucrânia à República de São Marino e à República de Malta.

## História das relações diplomáticas
Ucrânia e Itália estabeleceram relações diplomáticas em 1992, logo após a independência da Ucrânia da União Soviética. O governo italiano apoiou a Revolução Laranja de 2004 na Ucrânia. A Itália também apoiou a reivindicação da Península da Crimeia pela Ucrânia em relação à reivindicação da Rússia na Crise da Crimeia de 2014.
Além da embaixada ucraniana em Roma, a Itália mantém uma embaixada na capital ucraniana, Kiev. A Ucrânia também mantém consulados nas cidades italianas de Florença, Bari e Milão.

## Embaixadores conhecidos da Ucrânia para a Itália
- Borys Hudyma (2000 - 4 de abril de 2004)[5]
- Yevhen Perelygin (14 de fevereiro de 2013 - 15 de julho de 2020)[6]
- Perelyhin Yevhen Yuriiovych (21 de setembro de 2020 -)[6]